# サンティアゴ・ダミアン・ガルシア
モロ・ガルシア（Morro García ）こと、サンティアゴ・ダミアン・ガルシア・コレア（Santiago Damian García Correa、1990年9月14日 - 2021年2月6日）は、ウルグアイ・モンテビデオ出身のサッカー選手。ポジションはフォワード。

## 経歴

### クラブ
2008年からウルグアイのナシオナル・モンテビデオでキャリアをスタートさせた。7月27日、デフェンソール・スポルティング戦でデビューを果たした。
計6クラブに在籍した。

### 代表
U-20ウルグアイ代表として2009 FIFA U-20ワールドカップメンバーに選ばれた。

### 死去
2021年2月6日、数日間連絡が取れなかった後、アルゼンチンのメンドーサにある自身のアパートで遺体が発見された。死因は拳銃での自殺。